# Viaducte Itàlia
El Viaducte Itàlia és un viaducte de 260 metres d'altura (850 ft) prop de Laino Borgo, Calàbria, Itàlia. És el pont més alt d'Itàlia, i era el segon pont més alt del món quan es va inaugurar en 1974. A principis de 2012, estava entre els vint ponts més alts del món. El pont està localitzat en l'Autostrada A3 Napoli-Reggio Calàbria entre Laino Borgo i Mormanno, creuant la gorja del Riu Lao.